# Haval H5
Haval H5 — середньорозмірний (з 2023 року повнорозмірний) рамний позашляховик, що виробляється Haval, позашляховим суббрендом GWM.

## Перше покоління
Ця модель є правонаступником H3. Має як дизельні, так і бензинові двигуни. Great Wall Haval H5 існує у трьох комплектаціях - Standard, Luxury, Premium. Оснащення базової моделі:
- подушки безпеки;
- покращена оптика;
- клімат-контроль;
- вікна, дзеркала з електроприводом;
- функція підігріву.

Варіант Premium також пропонує:
- вікна з електроприводом;
- електричні дверні замки;
- підігрівачі задніх вікон;
- шкіряні сидіння;
- водійське сидіння з електроприводом;
- шість динаміків;
- DVD програвач;
- GPS;
- люк даху з електроприводом.

Підігрів пасажирських сидінь представлений як додаткова опція.

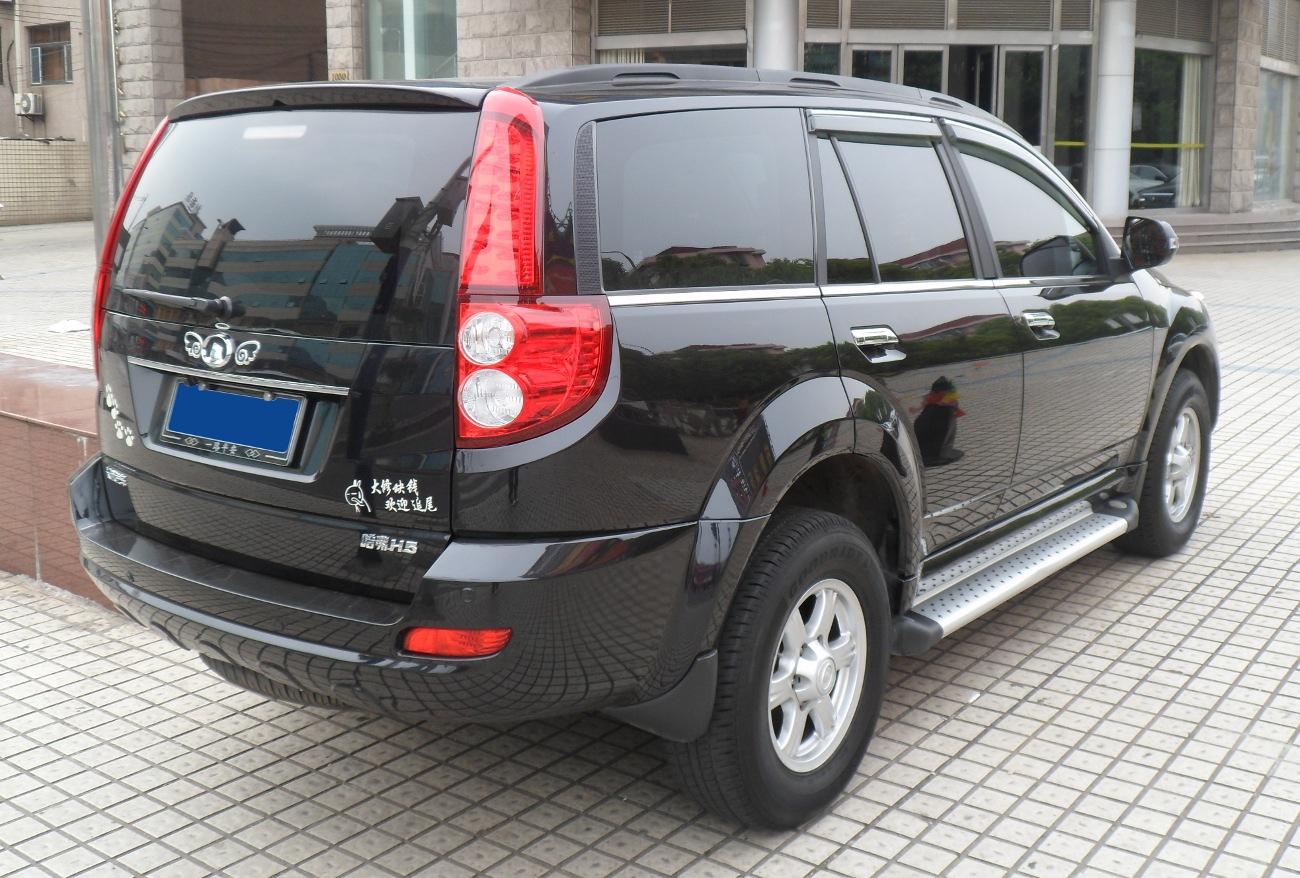
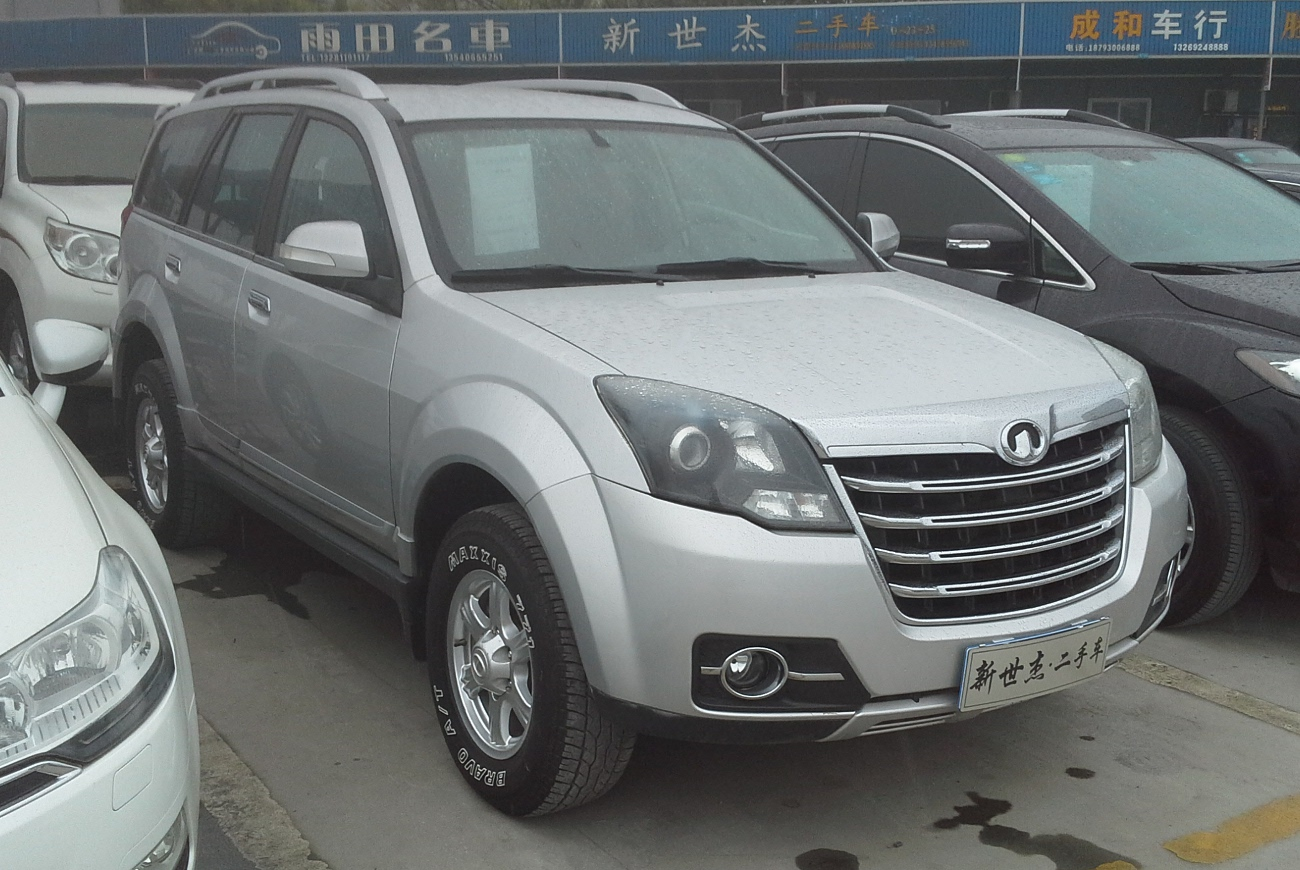
Great Wall Haval H5 Extreme
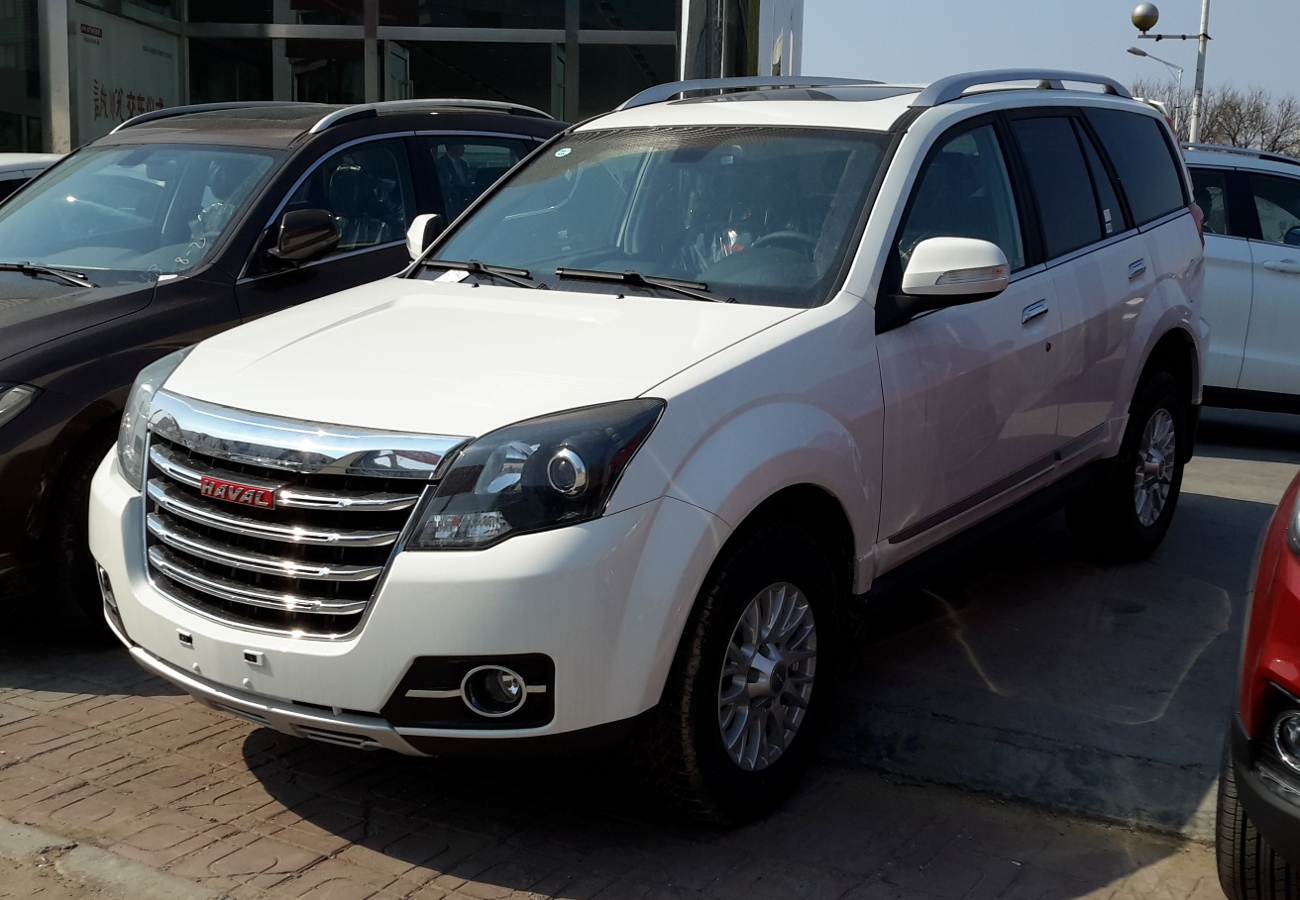
Haval H5 Red
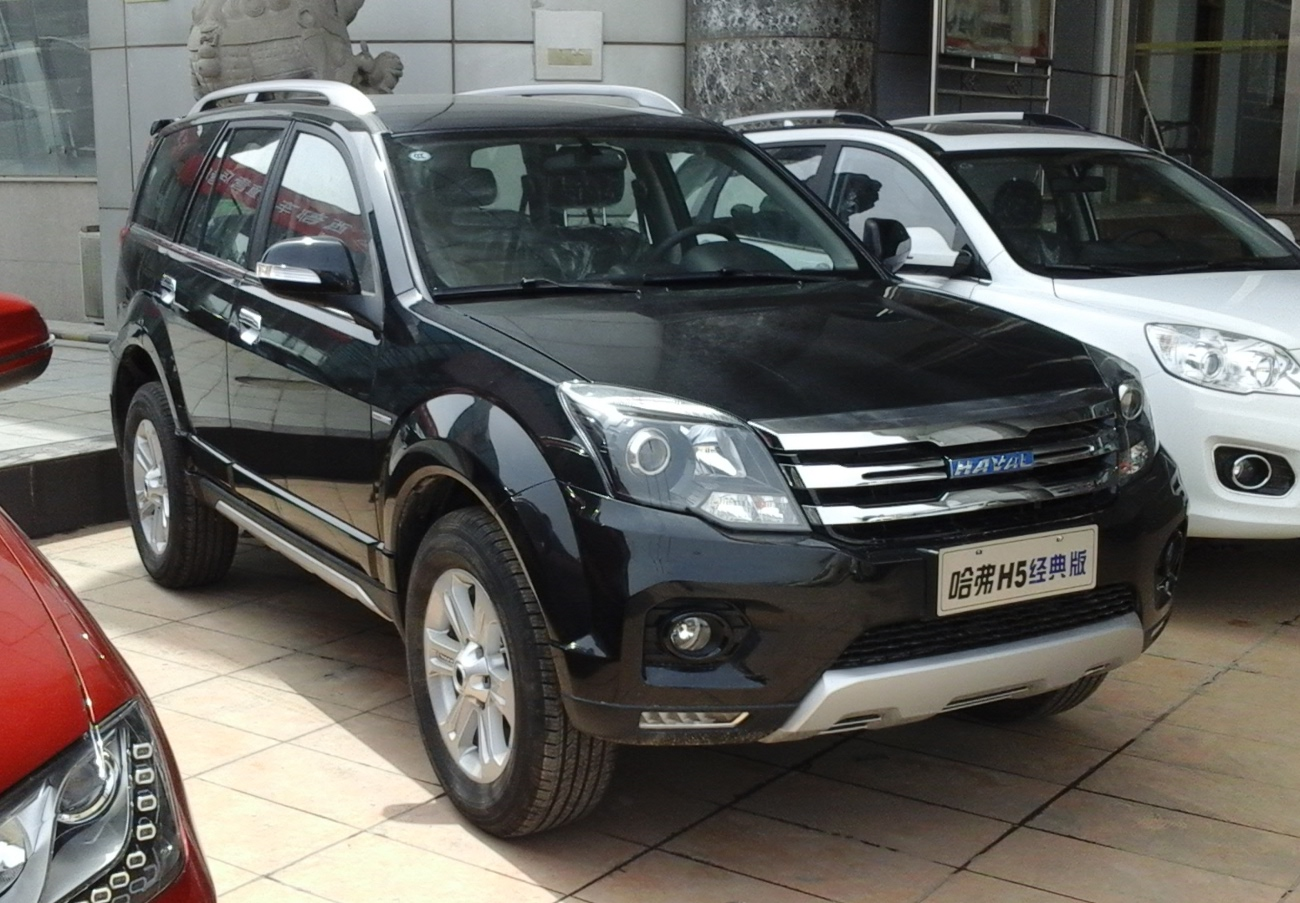
Haval H5 Blue

### Двигуни
- 2.0 L 4G63 I4 turbo
- 2.4 L 4G69S4N I4
- 2.0 L GW4D20 I4 diesel
- 2.5 L GW2.5TCI I4 diesel

## Друге покоління

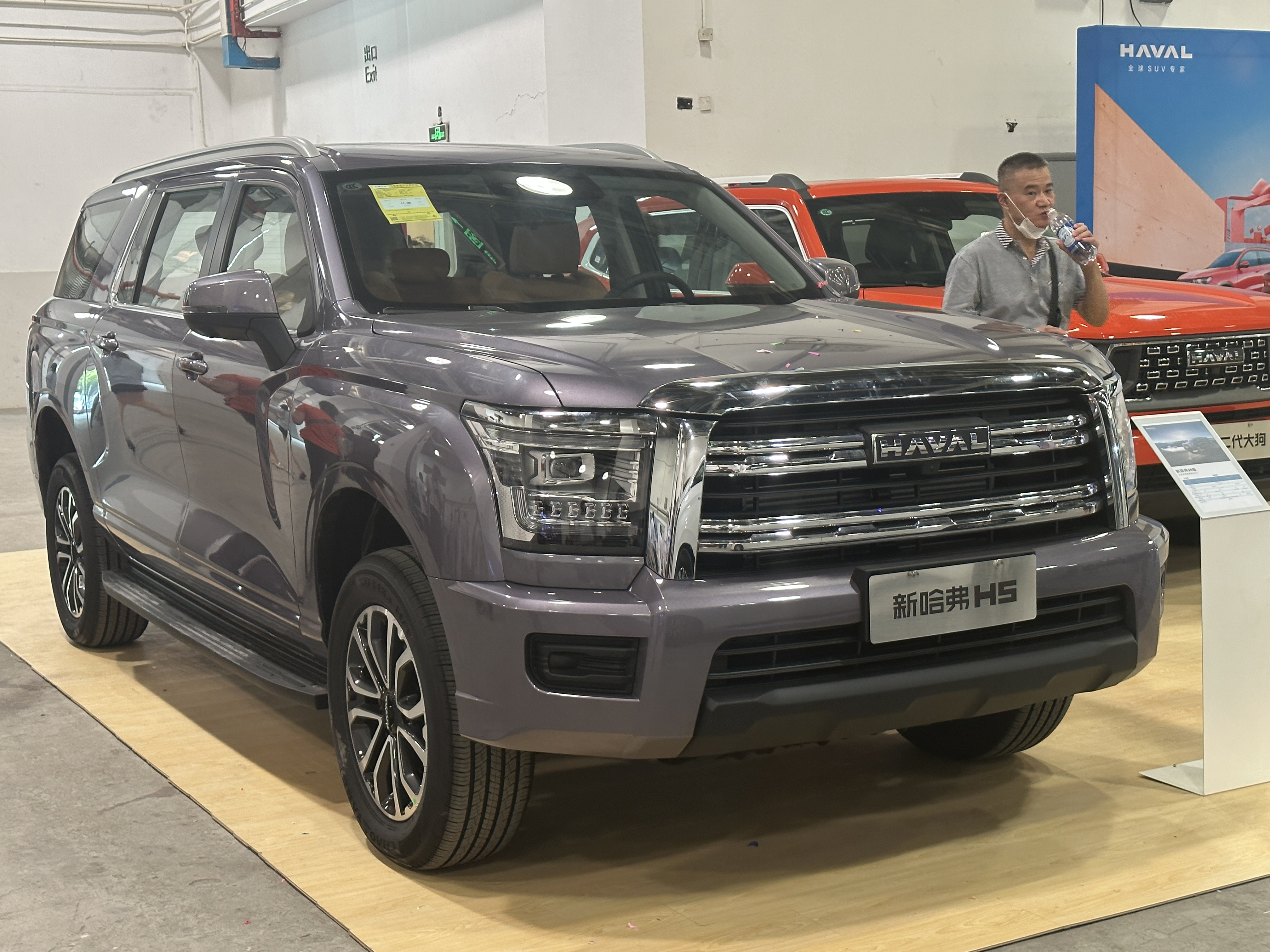
Haval H5 II

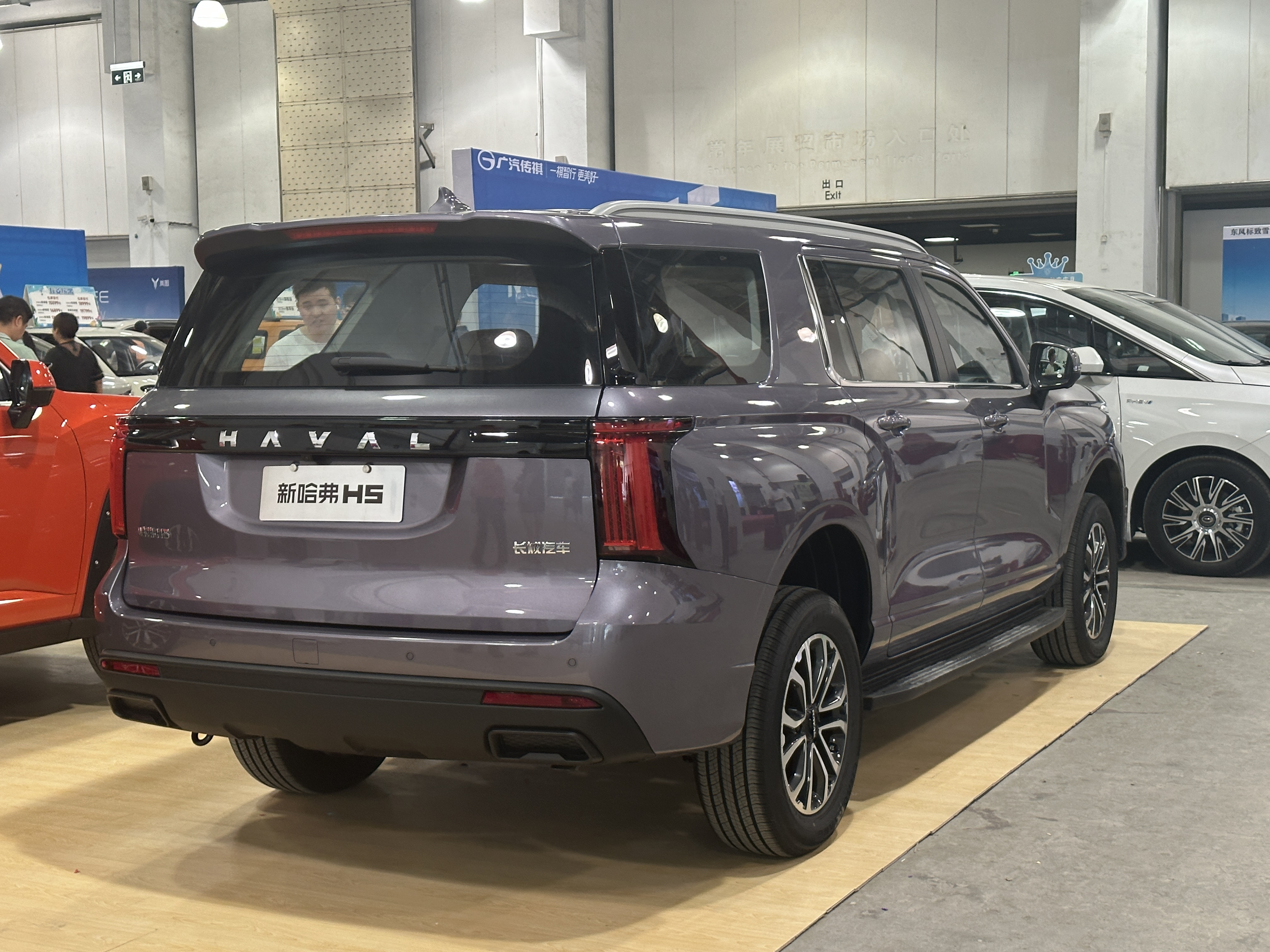
Haval H5 II

Друге покоління Haval H5 відновлено в березні 2023 року, класифікується як повнорозмірний позашляховик на базі тієї ж платформи, що і Great Wall King Kong Cannon.  
Двигун другого покоління Haval H5 — це 2,0-літровий турбомотор з максимальною потужністю 224 к.с. (165 кВт). Також пропонується 2,0-літровий турбодизельний двигун потужністю 164 к.с. (122 кВт).   
Багажник на дах 2,6+ метра витримує 200 кг, що вдвічі більше, ніж типове максимальне навантаження на дах від 80 до 100 кг великих позашляховиків такого ж розміру. 